# Mamdouh Elssbiay

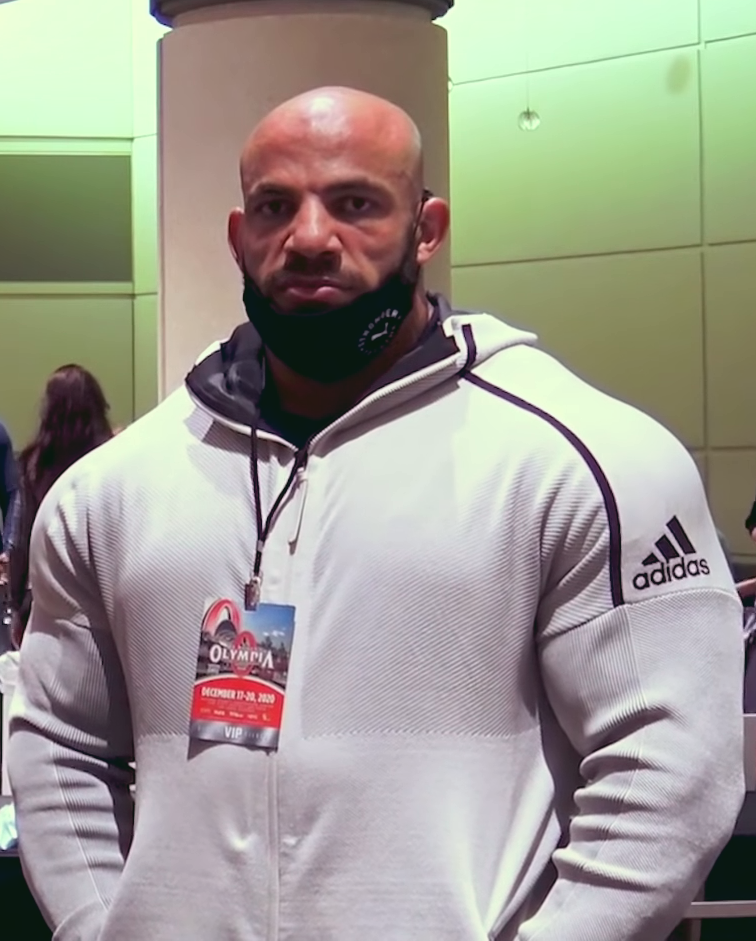
Mamdouh Elssbiay, 2020

Mamdouh Elssbiay (* 16. September 1984 in Baltim, Kafr El Sheikh, Ägypten, auch bekannt als Big Ramy) ist ein ägyptischer professioneller Bodybuilder.

## Werdegang
Elssbiay gewann seine IFBB Pro card als Gesamtsieger bei der Amateur Olympia 2012 in Kuwait. Nur drei Jahre zuvor hatte er mit Bodybuilding angefangen. 2013 gab er sein Profi-Debüt bei der New York Pro Championship, die er ebenfalls gewann. 2013 nahm er ebenfalls erstmals am Wettbewerb Mr. Olympia teil, wo er den achten Platz erreichte. Bei der Auflage 2014 wurde er Siebter, 2015 Fünfter und 2016 Vierter. 2017 konnte er mit dem 2. Platz beim Mr. Olympia seinen bisher größten Erfolg verbuchen, ehe er 2020 bei dem Wettbewerb erstmals Sieger wurde. Beim Mr. Olympia 2021 konnte er sich im Finale gegen Brandon Curry durchsetzen.

## Erfolge
- 2012 Kuwait Golden Cup – 1. Platz
- 2012 Amateur Olympia – 1. Platz
- 2013 New York Pro Championship – 1. Platz
- 2013 Mr. Olympia – 8. Platz
- 2014 New York Pro Championship – 1. Platz
- 2014 Mr. Olympia – 7. Platz
- 2015 Arnold Classic Brazil – 1. Platz
- 2015 Mr. Olympia – 5. Platz
- 2015 Arnold Classic Europe – 4. Platz
- 2015 EVLS Prague Pro – 2. Platz
- 2016 Mr. Olympia – 4. Platz
- 2016 Arnold Classic Europe – 2. Platz
- 2016 IFBB Kuwait Pro – 1. Platz
- 2016 EVLS Prague Pro – 2. Platz
- 2017 Mr. Olympia – 2. Platz
- 2017 Arnold Classic Europe – 1. Platz
- 2018 Mr. Olympia – 6. Platz
- 2020 Arnold Classic – 3. Platz
- 2020 Mr. Olympia – 1. Platz
- 2021 Mr. Olympia – 1. Platz
- 2022 Mr. Olympia – 5. Platz

## Sonstiges
Bei der Mr. Olympia 2015 brach er den Rekord als schwerster Bodybuilder, der je an Mr. Olympia teilnahm. Sein Gewicht betrug 143 kg, bei einer Körpergröße von 1,78 m. Ab 2010 lebte und trainierte er in Kuwait, seit 2019 lebt und trainiert er wieder in seinem Heimatland Ägypten.